# Paratriodonta unguicularis
Paratriodonta unguicularis är en skalbaggsart som beskrevs av Wilhelm Ferdinand Erichson 1841. Paratriodonta unguicularis ingår i släktet Paratriodonta och familjen Melolonthidae. Inga underarter finns listade i Catalogue of Life.